# Генітальна стадія
Генітальна стадія (нім. genitale Phase, англ. Genital stage) — п'ята і остання стадія психосексуального розвитку за Зиґмундом Фройдом. Охоплює період бурхливого статевого дозрівання 12-18 років. Виражається в активному прояві сексуальної енергії — лібідо. Людина розвиває сильний сексуальний інтерес до людей поза родиною.
Відповідно до теорії Фройда, особистість розвивається через низку стадій, зосереджених на ерогенних сферах, протягом усього дитинства. До цих стадій належать: (i) оральна, (ii) анальна, (iii) фалічна, (iv) латентна та (v) генітальна. Здорова особистість у дорослому віці залежить від успішного завершення всіх цих етапів дитинства. Якщо проблеми не вирішуються на певному етапі, то відбудеться фіксація, що призводить до нездорової особистості.